# Evelyn Beatrice Longman
Evelyn Beatrice Longman (21 novembre 1874 - 10 mars 1954) est une sculptrice américaine. Ses œuvres de figures allégoriques ont été commandées comme monuments et mémoriaux, ornements de bâtiments publics et attractions lors d'expositions d'art de l'Amérique du début du XIXe siècle. Elle a été la première femme sculpteur à être élue membre à part entière de l'Académie américaine des beaux-arts en 1919.

### Remarques
- (en) Cet article est partiellement ou en totalité issu de l’article de Wikipédia en anglais intitulé « Evelyn Beatrice Longman » (voir la liste des auteurs).

1. ↑  « Evelyn Longman Batchelder », Connecticut Women's Hall of Fame, The Connecticut Women's Hall of Fame (consulté le 24 avril 2016)